# Muret-et-Crouttes
Muret-et-Crouttes – miejscowość i gmina we Francji, w regionie Hauts-de-France, w departamencie Aisne.
Według danych na styczeń 2014 roku gminę zamieszkiwały 142 osoby, a gęstość zaludnienia wynosiła 27,4 osób/km².